# Shrinking (sèrie de televisió)
Shrinking és una sèrie de televisió dramàtica de comèdia estatunidenca creada per Bill Lawrence, Jason Segel i Brett Goldstein. La sèrie és protagonitzada per Segel com un terapeuta de dol que decideix implicar-se dràsticament més en la vida dels seus pacients. Harrison Ford, Jessica Williams, Christa Miller, Michael Urie, Luke Tennie, Lukita Maxwell i Ted McGinley també la protagonitzen.
La sèrie es va estrenar el 27 de gener de 2023 a Apple TV+. Ha rebut crítiques positives, amb elogis per les seves actuacions, guió, humor i examen del dolor. Es va renovar per una segona temporada el març de 2023. La segona temporada es va estrenar el 16 d'octubre de 2024; la sèrie es va renovar per una tercera temporada un dia després.
La primera temporada va rebre dues nominacions als 75ns Premis Primetime Emmy: millor actor principal en una sèrie de comèdia per a Segel i millor actriu secundària en una sèrie de comèdia per a Williams. La primera temporada també va rebre tres nominacions tant als Premis Critics' Choice com als Premis TCA, amb Ford reconegut per ambdós per la seva actuació.

## Premissa
Un terapeuta, Jimmy Laird, que s'enfronta a un dolor sever després de la mort de la seva dona, comença a trencar les barreres ètiques dient als seus pacients el que realment pensa, donant lloc a canvis massius a la seva vida i a les seves vides.

## Repartiment

### Principal
- Jason Segel com Jimmy Laird, un terapeuta que treballa al Centre de Teràpia Cognitiu Conductual i està de dol per la mort de la seva dona.
- Jessica Williams com a Gaby, una companya de terapeuta que treballa amb Jimmy al Centre de Teràpia Cognitiu Conductual
- Luke Tennie com a Sean, un pacient que pateix problemes de gestió de la ira que té sessions amb Jimmy
- Michael Urie com a Brian, el millor amic de Jimmy que és advocat
- Lukita Maxwell com a Alice, la filla adolescent de Jimmy amb qui comparteix una relació tensa
- Christa Miller com a Liz, la veïna del costat de Jimmy que també ajuda a cuidar l'Alice
- Harrison Ford com el Dr. Paul Rhoades, un terapeuta sènior i col·lega de Jimmy al Centre de Teràpia Cognitiu Conductual que té la malaltia de Parkinson.
- Ted McGinley com a Derek (temporada 2;[7] temporada recurrent 1), el marit de Liz

### Recurrent
- Heidi Gardner com a Grace, una de les pacients de Jimmy
- Lilan Bowden com a Tia, la dona de Jimmy i la mare d'Alice que va morir en un accident de cotxe
- Devin Kawaoka com a Charlie, el promès de Brian
- Rachel Stubington com a Summer, la millor amiga d'Alice a l'escola
- Kenajuan Bentley com a Tim, el pare de Sean
- Lily Rabe com a Meg, la filla de Paul
- Wendie Malick com la doctora Julie Baram, una neuròloga que tracta la malaltia de Parkinson de Paul amb qui finalment comença un romanç.
- Kimberly Condict com a Wally, un dels pacients de Jimmy que té un trastorn obsessiu-compulsiu
- Tilky Jones com a Donny, el marit abusiu de Grace
- Gavin Lewis com a Connor, fill dels veïns Liz i Derek, i amic d'Alice
- Brett Goldstein com a Louis Winston (temporada 2),[8] el conductor borratxo responsable de l'accident de cotxe mortal de Tia

### Convidat
- Asif Ali com a Alan, un dels pacients de Jimmy
- Miriam Flynn com a Pam, la veïna molt desagradable de Jimmy i Liz
- Neil Flynn com a Raymond, un dels pacients de Paul
- Brian Howe com a Kip, el pare de Brian
- Courtney Taylor com a Courtney, la germana de Gaby (temporada 2)[9]
- Damon Wayans Jr. com a Derrick #2 (temporada 2), l'amic de Derek que s'encerta amb Gaby[9]
- Marla Gibbs com a mare de Gaby (temporada 2)[9]